# Швейцария на «Евровидении-1988»
Швейцария принимала участие и выиграла тридцать третий выпуск телевизионного конкурса Евровидение-1988, который состоялся 30 апреля в Дублине, Ирландия. Страну представляла франко-канадская певица Селин Дион с песней Ne partez pas sans moi ("Не уходи без меня"), написанной швейцарским композитором и дирижёром турецкого происхождения Атиллой Шерефтугом и Неллой Мартинетти. По итогам голосования она заняла первое место из 21, набрав 137 очков. Тем не менее, Ne partez pas sans moi стала предшественницей швейцарской заявки на Евровидение-1989 Viver senza tei в исполнении группы Furbaz. Конкурс был показан SRG SSR через трёх региональных вещателей: SF с комментариями Бернарда Турнхеера на немецком языке, TSR с комментариями Сержа Муассона на французском языке и TSI с комментариями Эцио Гвиди на итальянском языке. Глашатаем от Швейцарии был Мишель Стокер.

## Предыстория
К моменту своего участия на конкурсе 1988 года Швейцария участвовала на Евровидение каждый год с момента своего дебюта как одна из семи оригинальных стран в 1956 году. За это время страна выигрывала конкурс лишь однажды, в том же 1956 году с песней Refrain в исполнении Лиз Ассиа. Швейцария также организовала проведение первого выпуска Евровидение в казино Лугано. На Евровидение-1987 композиция Moitié, moitié в исполнении Кэрол Рич заняла 17-е место из 22, набрав 27 очков.
Швейцарская телерадиокомпания SRG SSR проводила как национальные финалы, так и внутренние отборы для выбора артиста и песни на Евровидение. С 1981 года SRG SSR организовывала национальные финалы. Этот метод отбора был продолжен и для выбора заявки в 1988 году.

## До «Евровидения»

### Concours Eurovision 1988
Швейцарский национальный отбор Concours Eurovision 1988 состоялся 6 февраля в театре Де Бюсобр в Морже, кантон Во. Ведущим был Серж Муассон. Изначально в отборе должно было участвовать десять песен, однако композиция Smile в исполнении певицы Ямы была дисквалифицирована в связи с недопустимым возрастом исполнительницы. В конечном итоге девять песен было представлено, а победитель определялся путём сложения голосов от трёх региональных жюри, разделённых по языковому признаку, голосов представителей прессы и экспертной группы.
| Порядковый номер | Исполнитель     | Название песни                                | Голоса регионов | Голоса регионов | Голоса регионов | Голоса прессы | Голоса экспертов | Всего | Место |
| Порядковый номер | Исполнитель     | Название песни                                | DRS             | TSR             | TSI             | Голоса прессы | Голоса экспертов | Всего | Место |
| ---------------- | --------------- | --------------------------------------------- | --------------- | --------------- | --------------- | ------------- | ---------------- | ----- | ----- |
| 1                | Hertz           | "Muet"                                        | 4               | 1               | 1               | 3             | 5                | 14    | 7     |
| 2                | Изабель Альба   | "Clown dans la sciure"                        | 1               | 3               | 2               | 4             | 3                | 13    | 8     |
| 3                | Ренато Маскетти | "L'isola"                                     | 6               | 4               | 10              | 8             | 7                | 35    | 3     |
| 4                | Бернадетт       | "Balalaika in der Sommernacht"                | 5               | 8               | 3               | 6             | 2                | 24    | 5     |
| 5                | Furbaz          | "Sentiments"                                  | 7               | 7               | 6               | 7             | 10               | 37    | 2     |
| 6                | Cocktail Band   | "Tu sei"                                      | 8               | 6               | 7               | 5             | 4                | 30    | 4     |
| 7                | Джемо           | "Prisonnier de l'amour"                       | 3               | 5               | 5               | 2             | 8                | 23    | 6     |
| 8                | Мануэла Феличе  | "Gibt es auf der Welt denn keine Liebe mehr?" | 2               | 2               | 4               | 1             | 1                | 10    | 9     |
| 9                | Селин Дион      | "Ne partez pas sans moi"                      | 10              | 10              | 8               | 10            | 6                | 44    | 1     |

## На «Евровидении»
В Дублине Селин Дион выступала под номером 9, между Израилем и Ирландией. Перед голосованием последней страны, Югославии, Дион шла на шесть очков позади конкурсанта из Великобритании Скотта Фитцджеральда, и, казалось, что исход голосования предрешён не в пользу Швейцарии. Тем не менее, Хельга Влахович, выступая глашатаем от Югославии объявила, что шесть очков достаются Швейцарии. Среди аудитории произошли перешёптывания, поскольку Селин Дион обгоняла Скотта Фитцджеральда только на одно очко. Однако дальнейшее распределение югославским жюри баллов не обнаружило Великобританию среди оставшихся стран. Поэтому, столь незначительное преимущество позволило Швейцарии одержать вторую победу на Евровидение и, следовательно, первую с 1956 года. Швейцария выиграла конкурс, набрав 137 очков, включая 12 очков от Германии, Португалии и Швеции. Все страны, за исключением Австрии и Дании, отдали Дион свои баллы. 12 очков швейцарское жюри присудило Люксембургу. Атилла Шерефтуг, автор музыки к швейцарской заявке, был дирижёром во время выступления Селин Дион.
По состоянию на 2023 год это была последняя заявка на французском языке, которая одержала победу на Евровидение.

### Голосование
| Очки      | Страна                                                     |
| --------- | ---------------------------------------------------------- |
| 12 баллов | - Германия - Португалия - Швеция                           |
| 10 баллов | - Великобритания - Греция - Ирландия - Нидерланды - Турция |
| 8 баллов  | - Испания - Норвегия                                       |
| 7 баллов  | - Исландия - Италия                                        |
| 6 баллов  | - Югославия                                                |
| 5 баллов  | - Финляндия                                                |
| 4 балла   | - Бельгия - Израиль                                        |
| 3 балла   |                                                            |
| 2 балла   |                                                            |
| 1 балл    | - Люксембург - Франция                                     |

| Очки      | Страна         |
| --------- | -------------- |
| 12 баллов | Люксембург     |
| 10 баллов | Израиль        |
| 8 баллов  | Италия         |
| 7 баллов  | Нидерланды     |
| 6 баллов  | Испания        |
| 5 баллов  | Великобритания |
| 4 балла   | Ирландия       |
| 3 балла   | Франция        |
| 2 балла   | Югославия      |
| 1 балл    | Дания          |

## Congratulations: 50 Years of the Eurovision Song Contest
К специальному концерту по случаю пятидесятого юбилея конкурса Евровидение, фанаты фестиваля и референтная группа выбрали Ne partez pas sans moi как одну из четырнадцати песен за всю историю для участия. Она прозвучала под номером 11, между композициями Everyway That I Can Сертаб Эренер и Hold Me Now Джонни Логана, победивших заявок Евровидения-2003 и Евровидения-1987 соответственно. По итогам первого тура голосования Ne partez pas sans moi заняла десятое место из 14, и, следовательно, не прошла во второй тур. Позже было объявлено, что эта песня набрала 98 очков, включая 12 очков от Швейцарии.